# James Patrick Stuart
James Patrick Stuart (Hollywood, 16 giugno 1968) è un attore e doppiatore statunitense.

## Biografia
Suo padre è Chad Stuart, cantante del gruppo folk Chad & Jeremy, divorziato dalla madre.
È apparso al cinema in ruoli di piccolo calibro, le sue apparizioni sono per lo più televisive. 
È stato il villain principale della 7ª stagione di Supernatural. Inoltre, ha lavorato in numerosi serial quali CSI, Ghost Whisperer, Medium e più di recente in 90210. James Patrick Stuart ha anche doppiato vari personaggi come Soldato (Private) in I pinguini di Madagascar e Avalanche negli X-Men. Dal 2016 interpreta Valentin Cassadine nella soap opera General Hospital restando nel ruolo fino al 2025.

## Vita privata
James Patrick Stuart, si laurea in diritto economico ed esordisce come attore a soli 17 anni, James è anche uno degli azionisti di Emergency presenti nel mondo ed ha finanziato progetti per costruire pozzi, ospedali e scuole.
Dalla moglie Jocelyn, sposata nel 2000, ha avuto due figli.

## Filmografia parziale

### Attore

#### Cinema
- Pretty Woman, regia di Garry Marshall (1990)
- Gettysburg, regia di  Ronald F. Maxwell (1993)
- The Disappearance of Garcia Lorca, regia di Marcos Zurinaga (1997)
- Immagina che (Imagine That), regia di Karey Kirkpatrick (2009)
- È complicato (It's Complicated), regia di Nancy Meyers (2009)

#### Televisione
- Galactica – serie TV, 7 episodi (1980)
- La valle dei pini – soap opera (1989-1992)
- Seinfeld – serie TV, episodio 8x07 (1995)
- I viaggiatori (Sliders) – serie TV, episodio 2x09 (1996)
- Giudice Amy (Judging Amy) – serie TV, episodi 3x18-3x23 (2002)
- CSI - Scena del crimine (CSI: Crime Scene Investigation) – serie TV, 8 episodi (2003-2005)
- Still Standing – serie TV, 6 episodi (2004-2006)
- Ghost Whisperer - Presenze (Ghost Whisperer) – serie TV, episodio 1x05 (2005)
- Medium – serie TV, episodio 2x07 (2005)
- The Closer – serie TV, 5 episodi (2006-2009)
- 90210 – serie TV, 10 episodi (2008-2009)
- CSI: Miami – serie TV,  episodio 7x21 (2009)
- True Jackson (True Jackson, VP) – serie TV, 3 episodi (2009-2011)
- Supernatural – serie TV, 6 episodi (2011-2012)
- Jessie – serie TV, episodio 2x26 (2013)
- Castle - serie TV, episodio 6x03 (2013)
- 2 Broke Girls – serie TV, episodio 4x8 (2015)
- General Hospital – soap opera (2016-2025)
- I cattivi di Valley View (The Villains of Valley) – serie TV (2022-2023)

### Doppiatore
- Kingdom Hearts II – videogioco (2005) – Xigbar
- Kingdom Hearts 358/2 Days – videogioco (2009) – Xigbar
- Kingdom Hearts Birth by Sleep – videogioco (2010) – Braig
- Batman: Year One, regia di Sam Liu e Lauren Montgomery (2011)
- Kingdom Hearts 3D: Dream Drop Distance – videogioco (2012) – Braig e Xigbar
- Disney Epic Mickey 2: L'avventura di Topolino e Oswald (Epic Mickey 2: The Power of Two) – videogioco (2012)
- Batman: The Dark Knight Returns - Part 1, regia di Jay Oliva (2012)
- Batman: The Dark Knight Returns - Part 2, regia di Jay Oliva (2013)
- Winx Club – serie TV (2011- 2014)
- I pinguini di Madagascar – serie animata, 83 episodi (2008-2015) – Soldato
- Mostri contro alieni – serie animata (2013-in corso)
- Kingdom Hearts III – videogioco (2019) – Xigbar e Luxu

## Doppiatori italiani
Nelle versioni in italiano delle opere in cui ha recitato, James Patrick Stuart è stato doppiato da:
- Massimo De Ambrosis in Ghost Whisperer - Presenze, CSI: Miami
- Danilo De Girolamo in CSI - Scena del crimine
- Andrea Zalone in Nip/Tuck
- Roberto Certomà in The Closer
- Fabrizio Pucci in 90210
- Stefano Benassi in È complicato
- Marcello Cortese in True Jackson (ep. 3x08)
- Francesco Prando in Supernatural
- Stefano Billi in The Mentalist
- Alberto Bognanni in Castle
- Andrea Lavagnino ne I cattivi di Valley View

Da doppiatore è sostituito da:
- Franco Mannella ne I pinguini di Madagascar
- Sergio Lucchetti in Mostri contro alieni
- Roberto Certomà in Winx Club